# 彼得·迪库
彼得·迪库（羅馬尼亞語：Petre Dicu，1954年5月27日—），罗马尼亚男子摔跤运动员。他曾代表罗马尼亚参加1976年和1980年夏季奥林匹克运动会摔跤比赛，其中1980年奥运会获得一枚铜牌。